# Efekt zgodności wielkości
Efekt zgodności wielkości (lub efekt interferencji liczbowo-wielkościowej) – szczególny rodzaj efektu Stroopa.
Zadanie Stroopa potwierdzające istnienie efektu zgodności wielkości polega na porównywaniu ze sobą liczb jednocyfrowych różniących się jednocześnie wielkością fizyczną pisma oraz ich wielkością numeryczną. Istnieją dwa odwrotne do siebie zadania Stroopa. Jedno zadanie polega na podaniu przez badanego, która z dwóch liczb jest większa numerycznie. Jednak w zadaniu odwrotnym (polegającym na podaniu, która z dwóch liczb jest większa fizycznie) również występuje efekt Stroopa. 
Gdy dwie liczby mają wielkości fizyczne zgodne z numerycznymi (np. 3  6) lub wielkość fizyczna pozostaje neutralna (np. 3  6), to łatwiejsze jest określenie, która z liczb jest większa/mniejsza numerycznie, niż gdy wielkość fizyczna nie jest zgodna z wielkością numeryczną (np. 3   6). (Uwaga: Wielkości fizyczne liczb nie są widoczne w wersji mobilnej)
Podobnie, gdy badany ma określić która z liczb jest fizycznie większa – również trudniejsze jest to, gdy wielkość fizyczna nie jest zgodna z wielkością numeryczną. W badaniach na osobach dorosłych wykazano, że czasy reakcji w warunkach niezgodności są istotnie dłuższe niż w warunkach zgodności oraz w przypadku niezgodności wielkości, pojawia się także więcej błędnych odpowiedzi. Istnienie tej interferencji dowodzi, że ludzki mózg automatycznie aktywizuje postrzeganie wielkości liczbowej, nawet gdy nie jest ona istotna dla wykonywanego zadania. Pomimo że semantyka liczb nie jest w ogóle istotna dla tego zadania, a wręcz utrudnia jego wykonanie, to jednak jest uruchamiana automatycznie. Uruchomienie to dzieje się na tyle szybko, że utrudnia nawet tak proste rozróżnienie wielkości fizycznej obiektów.
Efekt zgodności wielkości występuje u osób dorosłych, a u dzieci pojawia się dopiero po rozpoczęciu edukacji szkolnej (według różnych badań ma to miejsce około klasy II-V szkoły podstawowej). W licznych niezależnych badaniach wykazano, że u uczniów klasy I szkoły podstawowej efekt ten nie występuje. 
W badaniach nad efektem zgodności wielkości ujawnia się także efekt odległości – szybciej wybiera się liczbę wizualnie większą, gdy wartości tych liczb są od siebie znacznie oddalone (np. 3  8), niż gdy są blisko siebie (np. 3  4).
Badania wykazują, że liczba popełnianych błędów spowodowanych efektem Stroopa jest wyższa u dzieci cierpiących na ADHD.